# スパークジャパン
スパークジャパン株式会社は、宮崎市柳丸町に本社を構えるITソリューション企業である。
資本金3,250万円。代表取締役社長は岡田憲明。
インターネット黎明期でもある1997年に9月に創業し、同年10月に合資会社設立。その後2000年に有限会社化、2001年に株式会社化される。現在、東京事務所も開設している。
経営理念は「Create Happiness! 幸せを創造する」。
岡田憲明代表取締役社長の座右の銘は、『為せば成る為さねば成らぬ何事も成らぬは人の為さぬなりけり』 。

## 起業のキッカケ
社長の岡田は、大学の学費を稼ぐため、自動車整備工や運転手などの仕事をこなし、21歳の時に中古車販売店をオープンさせる。しかし1996年商品先物取引で失敗。わずか2年で店を畳むことになってしまった。途方に暮れた岡田に対し「インターネットビジネスの将来性」を説いた友人がいた。岡田はこの友人の言葉を信じてネットビジネスでの再起を誓う。
しかしコンピュータがよく分からない岡田は、ネットで片っ端から情報を集めるところから始めた。そしてサイト制作に必要なコンピュータ言語を半年間の独学でマスターして、23歳の時、スパークジャパンを創業。

## 企業特色
スパークジャパンは、インターネット関連事業を手掛けており、ウェブサイト構築（ホームページ制作）事業、システム・ソフトウェア開発やイントラネット・LAN構築などのネットワーク構築事業を中核に、サーバレンタル、ホスティングサービスなどのデータセンターサービスも提供している。顧客に対してITを通じてトータルコンサルティングを行うことで、総合ITソリューション企業として活動している。